# Жибоме
Жибоме́ (фр. Gibeaumeix) — коммуна во французском департаменте Мёрт и Мозель региона Лотарингия. Относится к  кантону Коломбе-ле-Бель.	

## География
Жибоме расположен в 36 км к юго-западу от Нанси. Соседние коммуны: Юрюфф на юго-востоке, Бюре-ан-Во на юго-западе, Вокулёр и Риньи-ла-Салль на северо-западе.

## История
- Средневековый замок-крепость в Жибоме впервые упоминается в 1487 году, сожжён в 1690, восстановлен, снесён в 1803 году.

## Демография
Население коммуны на 2010 год составляло 157 человек.
| 1962 | 1968 | 1975 | 1982 | 1990 | 1999 | 2010 |
| ---- | ---- | ---- | ---- | ---- | ---- | ---- |
| 154  | 157  | 155  | 143  | 116  | 136  | 157  |

## Достопримечательности
- Церковь, придел XV века, неф и башня конца XVIII века.